# مشاور (مجموعه تلویزیونی)
مشاور (به انگلیسی: The Consultant) یک مجموعه تلویزیونی هیجان انگیز آمریکایی است که توسط تونی باگالوپ بر اساس رمانی به همین نام نوشته بنتلی لیتل ساخته شده‌است و کریستوف والتز در نقش شخصیت اصلی آن (رگوس پاتوف) نقش‌آفرینی می‌کند و نات وولف، بریتانی اوگریدی و ایمی کاررو در نقش‌های فرعی هستند. داستان این سریال در خصوص کارمندان یک شرکت تولیدکننده بازیهای موبایلی را روایت می‌کند که مدیریت آن پس از مرگ بنیانگذار شرکت، توسط یک مشاور مرموز با بازی والتز انجام می‌شود.
«مشاور» در ‎۵ اسفند ۱۴۰۱ (۲۴ فوریه ۲۰۲۳) از آمازون پرایم ویدیو پخش شد و با بازخوردهای مثبت روبرو شد و منتقدان عملکرد والتز را تحسین کردند اما از فیلنامه انتقاد کردند.

## فرضیه
رگوس پاتوف، مشاور مرموز، پس از قتل مدیر عامل شرکت CompWare، تولیدکننده بازی‌های موبایلی وارد شرکت می‌گردد و ظاهراً شروع به اداره شرکت می‌کند.

## عوامل تولید

### اصلی
- کریستوف والتز در نقش رگوس پاتوف
- نات وولف در نقش کریگ هورنای
- بریتنی اوگریدی در نقش الین هیمن
- ایمی کاررو در نقش پتی، نامزد کریگ

## پخش
در ‎۱۳ دی ۱۴۰۱ (۳ ژانویه ۲۰۲۳)، آمازون یک تیزر برای این سریال منتشر کرد که تاریخ انتشار آن را ‎۵ اسفند ۱۴۰۱(۲۴ فوریه ۲۰۲۳) تعیین کردند.